# Ебергард Андрій Августович
Андрі́й А́вгустович Еберга́рд (рос. Андрей Августович Эбергард; * 1856 — † 1919) — діяч російського флоту. Адмірал (1919).

## Біографія
1879 року Андрій Ебергард закінчив Морський кадетський корпус у Санкт-Петербурзі.
Учасник російсько-японської війни 1904—1905 років і Першої світової війни.
У 1908—1911 роках був начальником Морського генерального штабу.
Від 1911 року до липня 1916 року — командувач Чорноморського флоту.

## Джерело
- Гриневич Л. В. Ебергард Андрій Августович [Архівовано 22 серпня 2020 у Wayback Machine.] // Енциклопедія історії України. — К. : Наукова думка, 2005. — Т. 3 : Е — Й. — 672 с. — С. 7.